# Tiburtiustag
Der Tiburtiustag ist der 14. April. Er ist in der katholischen und orthodoxen Kirche der Gedenktag für den heiligen Märtyrer Tiburtius von Rom, der an diesem Tag auch beigesetzt wurde.
Für den Tiburtiustag gilt eine Wetterregel:
- „Kommt Tiburtius mit Sang und Schall, bringt er Kuckuck und Nachtigall“.